# Contea di Taney
La contea di Taney in inglese Taney County è una contea dello Stato del Missouri, negli Stati Uniti. La popolazione al censimento del 2000 era di 39 703 abitanti. Il capoluogo di contea è Forsyth.